# Plomeur
Plomeur é uma comuna francesa na região administrativa da Bretanha, no departamento Finisterra. Estende-se por uma área de 29,75 km². Em 2010 a comuna tinha 3 874 habitantes (densidade: 130,2 hab./km²).